# ادريان نياغا
ادريان نياغا (بالرومانية: Adrian Neaga)‏ (4 يونيو 1979 ببيتيشت في رومانيا - ) هو مدرب كرة قدم ولاعب كرة قدم روماني في مركز الهجوم. شارك مع منتخب رومانيا لكرة القدم. أما مع النوادي، فقد لعب مع أونيريا أورزيتشيني ونادي النصر ونادي ستيوا بوخارست ونادي سونغنام ونادي نيفتشي باكو وFC Argeș 1953 Pitești ‏ ونادي ميوفيني ‏ وتشونام دراغونز ونادي ستيوا بوخارست الثاني ‏ ونادي فولين لوتسك وأرغيس بيتيشت ‏.

## وصلات خارجية
- ادريان نياغا على موقع اتحاد أوكرانيا (الإنجليزية)
- ادريان نياغا على موقع دوري كوريا الجنوبية (الإنجليزية)
- ادريان نياغا على موقع قاعدة بيانات كرة القدم.إي يو (الإنجليزية)
- ادريان نياغا على موقع ناشيونال فوتبول تيمز (الإنجليزية)
- ادريان نياغا على موقع Soccerway.com (الإنجليزية)
- ادريان نياغا على موقع عالم كرة القدم.نت (الإنجليزية)